# Blaine County, Idaho
Blaine County är ett administrativt område i delstaten Idaho, USA, med 21 376 invånare (2010). Den administrativa huvudorten (county seat) är Hailey. 

## Geografi
Enligt United States Census Bureau har countyt en total area på 6 892 km². 6 850 km² av den arean är land och 42 km² är vatten.

### Angränsande countyn
- Butte County - nordöst
- Bingham County - öst
- Power County - sydöst
- Cassia County - syd
- Minidoka County - sydväst
- Lincoln County - syd
- Camas County - väst
- Elmore County - nordväst
- Custer County - nordväst